# Inigo Jones

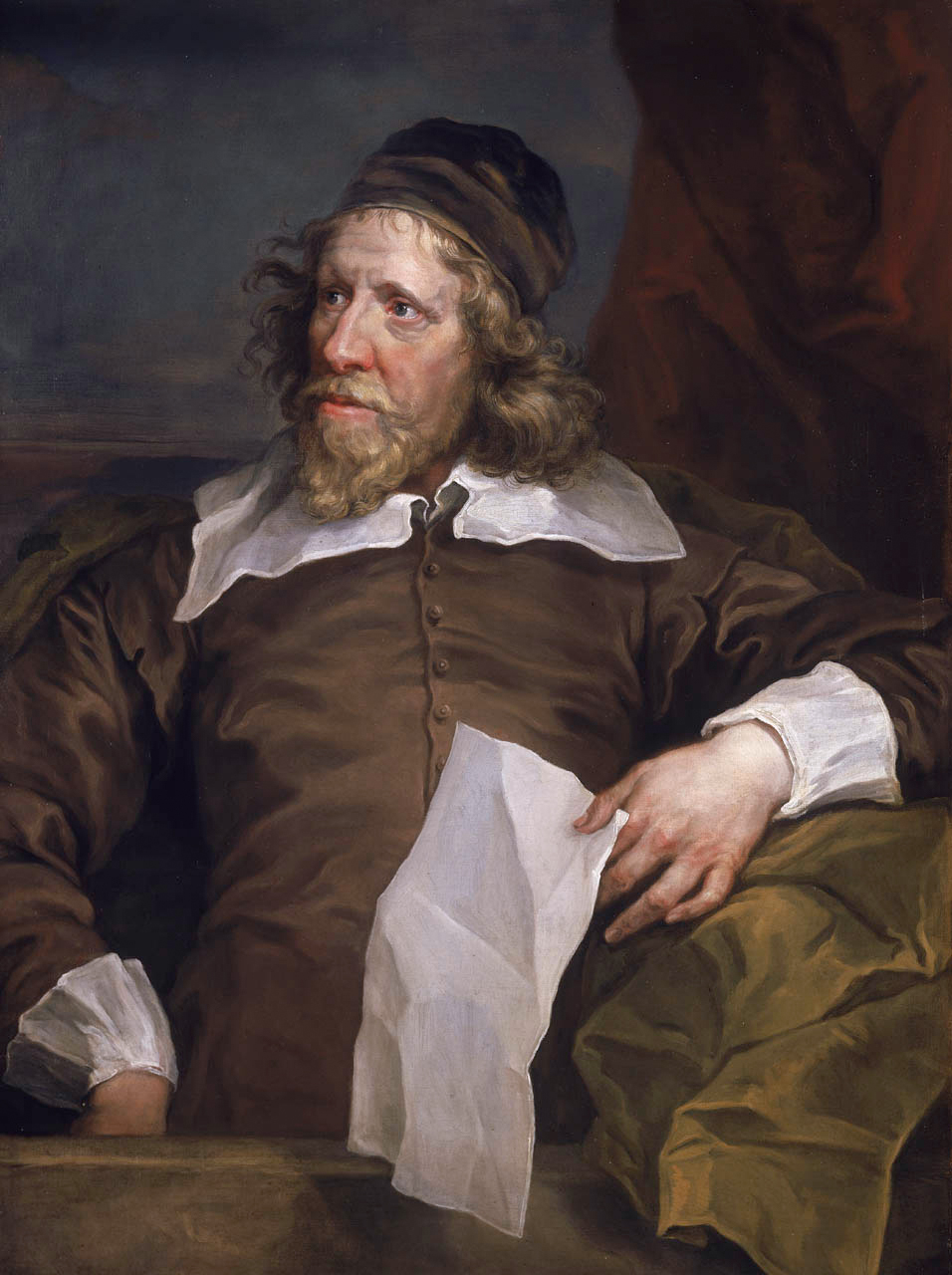
Inigo Jones

Inigo Jones, född 15 juli 1573 i London, död 21 juni 1652 i London, var en engelsk arkitekt, målare och teaterdekoratör.

## Biografi
Man vet inte så mycket om Jones unga år, förutom att han var son till en katolsk tygarbetare och föddes i Smithfield i centrala London, och döptes i kyrkan St Bartholomew the Less.
Jones uppmärksammades 1603 som en skicklig tecknare och fantasifull skapare av maskspel. 1611 blev han anställd hos kronprins Henrik, och 1615 utnämndes han till Surveyor of the King's Works, kunglig arkitekt. 1613-1614 reste Jones som medlem av konstkännaren Lord Arundels följe till Heidelberg, och därifrån till Venedig och Rom. Italien, som han redan besökt en gång, blev hans främsta inspirationskälla. Han var den förste engelsmannen som bedrev studier på platsen av det antika Roms lämningar och som assimilerade Vitruvius och Palladios klassicistiska idéer.
Det är få byggnader av Inigo Jones som har bevarats. Hans tidigaste betydelsefulla verk är Queen's House, Greenwich (påbörjat 1616) och Banqueting House i Whitehall (1619-1622). Jones företog en större modernisering av Palace of Whitehall, vars innertak målades av Peter Paul Rubens. Banqueting House var ett av flera projekt där Jones arbetade med sin assistent och svärson John Webb.
Ett annat projekt där Jones var inblandad var formgivningen av Covent Garden.